# 勞布萬德山
47°28′35″N 13°1′7″E / 47.47639°N 13.01861°E
勞布萬德山（德語：Laubwand），是中歐的山峰，位於奧地利和德國接壤的邊境，屬於貝希特斯加登阿爾卑斯山脈的一部分，海拔高度2,312米，人類在1880年9月19日首次登頂。